# Province de Carabaya
La province de Carabaya (en espagnol : Provincia de Carabaya) est l'une des treize provinces de la région de Puno, au sud du Pérou. Son chef-lieu est la ville de Macusani.

## Géographie
La province couvre 12 266,40 km2. Elle est limitée au nord par la province de Tambopata (région de Madre de Dios), à l'est par la province de Sandia, au sud par les provinces de Melgar, d'Azángaro et de San Antonio de Putina, et à l'ouest par la province de Quispicanchi (région de Cuzco).

Allin Qhapaq, l'une des plus hautes montagnes de la province

## Histoire
Le maire de la province est la mairesse Nancy Rossel.

## Population
La province comptait 36 316 habitants en 2005.

## Subdivisions
La province de Carabaya est divisée en dix districts :
- Ajoyani
- Ayapata
- Corani
- Crucero
- Ituata
- Coasa
- Macusani
- Ollachea
- San Gabán
- Usicayos